# 岩田麻里
岩田 麻里（いわた まり、1968年2月27日 - ）は、広島県広島市出身の歌手である。

## 来歴・人物
1979年から4年間、アメリカ・ロサンゼルスで過ごす。
1986年、「テントレーベル・オーディション」出場。その後有頂天のコンサートツアーメンバーとして参加した後、1988年、サンチェーン・ミュージック・バトルロイヤルで「サンチェーン賞」を受賞後、鈴木慶一プロデュースによるデビューが決まり、1989年ポニーキャニオンよりデビュー。新人当時所属していた事務所は、鈴木慶一プロデュースで活動していた関係で、「ムーンライダーズ・オフィス」。
1989年当時、「本当はパンクをやりたかったが、安定した生活をして来ているから、自分にはやれないと思った」と話していたことがある。しかし1990年当時、当人には「インテリジェント・パンク・アイドル」のキャッチフレーズが付いていた。
1989年12月、初の書き下ろし小説『ブルジョワ・チェリー』を皮切りに、作家としての活動も始める。「文章を書くのは割と好きな方だが、いつも散文ばかり書いているので、こんなに長い文章を書いたのは初めて」と、そして『ブルジョワ・チェリー』を書くのに「正味2か月くらいかかった」とと語っている。
1990年から一時、髪型をモヒカン刈りにし、自身のトレードマークとしていたことがあった。
影響を受けた好きな歌手はシンディ・ローパー。

## ディスコグラフィー

### シングル
- ルール違反（1989年1月21日）
  1. ルール違反
  2. KISS!
- LOVE SLAVE（1989年7月21日）
  1. LOVE SLAVE
  2. こわれちゃう

### アルバム
- Girls be Vicious（1989年3月21日）
  1. ルール違反
  2. Untouchable-Baby
  3. ティラノサウルスにお願い
  4. LOVE SLAVE
  5. 恋は甘美・刺激・涙
  6. KISS!
  7. OH! BOY
  8. こわれちゃう!
  9. Idol Race
  10. Swindle,I love you
- Bourjois Cherry（1990年1月10日）
  1. Girls be Vicious
  2. ストロベリー・ブロンド
  3. ゴシップ
  4. 意地悪エンジェル
  5. KILL THE DOVE
  6. あなたはリズム,私はメロディー
  7. ブルジョワ・チェリー

## 出演

### ラジオ
- 岩田麻里 ヒップ・ポップ・エンジェル （シンセン☆キラキラナイト月曜日、1990年4月 - 1991年3月　秋田放送、福井放送、山口放送、高知放送、北陸放送）[4][8]

## 書籍
- ブルジョワ・チェリー（講談社、1989年12月）
- スマイル・カット（1991年10月）
- 足りないものは はちみつのキス（1993年1月）